# Fritz Pauer
Fritz Pauer (Viena, 14 de octubre de 1943-Zundorf, 1 de julio de 2012) fue un pianista, compositor y arreglista austriaco de jazz.

## Historial
Comenzó su carrera tocando con Hans Koller, a comienzos de los años 1960, trasladándose después a Berlín, donde tocó con sus propios grupos, y con Herb Geller. Trabajó en esa década con músicos como Don Byas, Booker Ervin, Art Farmer, Dexter Gordon, Friedrich Gulda o Annie Ross. Más tarde se trasladó una temporada a Perú, en los años 1980, aunque regresó a Europa, instalándose en Suiza. Ya en la década de 1990, tocó con Ray Brown, Jay Clayton, Johnny Griffin, Sheila Jordan, Red Mitchell, Mark Murphy y Joe Zawinul. En el club vienés "Jazzland" permaneció largas temporadas, compartiendo escenario con Eddie Lockjaw Davis, Harry Edison, Frank Rosolino, Albert Mangelsdorff, Benny Carter, Harry Allen, Warren Vaché, Attila Zoller, Chico Freeman y James Moody. 